# Moneyweek
MoneyWeek est un hebdomadaire financier britannique lancé en novembre 2000 par l'ancien journaliste du Sunday Telegraph et du Sunday Times Jolyon Connell. Publié chaque vendredi depuis Londres, il commente et analyse l'actualité économique et financière.
Il a été vendu à Financial News Ltd. en août 2002 et racheté fin 2003 par la maison de presse américaine Agora Inc., dirigée par Bill Bonner.

## Édition française
L'édition française, MoneyWeek France, a été lancée en septembre 2008 et paraît tous les jeudis. Elle est publiée par MoneyWeek France, filiale d'Agora Inc.
En décembre 2008, MoneyWeek France a racheté La Vie Financière, hebdomadaire économique français créé après la Seconde Guerre mondiale sous le nom de La Vie française.
Simone Wapler est la rédactrice en chef de MoneyWeek France.
En octobre 2011, MoneyWeek France dépose le bilan et est placée en liquidation judiciaire.